# Mario Cazes
Pour les articles homonymes, voir Cazes.
 (décembre 2022).
 (décembre 2022).
Si vous disposez d'ouvrages ou d'articles de référence ou si vous connaissez des sites web de qualité traitant du thème abordé ici, merci de compléter l'article en donnant les références utiles à sa vérifiabilité et en les liant à la section « Notes et références ».
Mario Cazes, né à Béziers le 17 juillet 1890 où il est mort le 3 novembre 1972, est un compositeur, chef d'orchestre et violoniste français qui eut énormément de succès dans les années 1920 et 1930.
Il a été décoré de l’ordre national de la légion d'honneur.

## Biographie
Marius Joseph Cazes naît le 17 juillet 1890 à Béziers. Fils de Cazes Joseph-Auguste et de Avérous Zélie. Il est l'aîné d'une fratrie de cinq frères et deux sœurs.
Considéré comme l'un des plus grands violonistes de son temps, ce compositeur, doué d'une oreille sensible et d'un style mélodieux, écrivit de nombreuses musiques populaires dès les années 1920 et connaîtra le succès jusqu'au Front populaire. Ces mélodies seront chantées par des interprètes de qualité : Bérard, Malloire, Fred Gouin, Marcel's, Yvonne Fierra, Berthe Sylva, Jovatti et Emma Liebel, entre autres. Il a été le premier avec son orchestre à se produire sur les ondes de Radio Tour Eiffel. Il anima sur le poste parisien le "Caveau caucasien" où il dirigeait un orchestre de jazz.

## Compositions
- Elle est jolie jolie (fox-trot) chantée par Denantès, 1924.
- Serenata deï Fiori ou Sérénade des fleurs (Sérénade Boston), paroles de Didier Gold (nl), chantée par Emma Liebel, 1924.
- Violon tzigane (Boston), 1924.
- Dis-moi je t'aime, 1924.
- Miarko-Tango, 1924.
- Mon Lulu  1924.

chantée par Emma Liebel
- Rien qu'une nuit, "Valse Boston" 1925.

chantée par Georges Vorelli
- Sous un clair de lune (Fox-trot), 1925.
- Napoletana, Emma Liebel Sonnelly, 1925.

chantée par Emma Liebel
- Noël, 1925.
- J'ai peur de toi, 1926.
- Pourquoi pleurer ma mie ?, chantée par Georges Vorelli; Emma Liebel, 1926.
- Pourquoi ?, paroles de Philippe Goudard, chantée par Emma Liebel,1926.
- Un p'tit brin de muguet, "Fox Trot", 1926.
- Je pense à toi, chantée par Mistinguett 1926.
- C'est l'oiseau blanc, paroles de Didier Gold (nl), éd. Marcel Labbé, 1927.
- Oh ! ma poupée (Poupée d'amour) (Valse Boston), paroles de Didier Gold (nl), éd. Montmartre édition, 1927.

chantée par Emma Liebel
- Ne pleure pas, chantée par Adolphe Bérard "FOX-BLUES", 1927.
- Lettre d'adieu, chantée par Emma Liebel, 1927.
- Nuits d'Orient, 1927.
- Brûlez vos lettres d'amour (Valse Boston), 1927.
- Valse en sourdine, chantée par Mistinguett, 1927.
- Gustave, chantée par Cairoli Porto au Cirque Médrano, 1928.
- Peut-être, chantée par Georgel, 1928.
- Souvenir, "Chanson Slave" 1928.
- C'est ce soir ou jamais, chantée par Mado Conti; Marcel Malloire, 1928.
- Ames désolées, poème lyrique de Senga à la mémoire d'Emma Liebel, 1928.
- Séduction, chantée par Carmen Vildez; Jane Deloncle; Malloire, Annie Flore 1929.
- La Valse triste, 1929.
- T'aimer, "Java-Valse" 1929.
- Jamais, « Modern'Valse » 1930.
- Folie, « Valse Moderne » 1930.
- Valse Boston, "Opérette MARISKA" 1930.
- Adoration de l'opérette Mariska, chantée par Paul Gesky; Carmen Vildez ; Berthe Sylva, 1930.
- Aimer, souffrir, mourir de l'opérette Mariska, chantée par Berthe Sylva, 1930.
- Quand il viendra, 1933.
- Avec celui qu'on aime, paroles de Loulou Gasté) ; chantée par Line Renaud; Franck Pourcel, 1957.

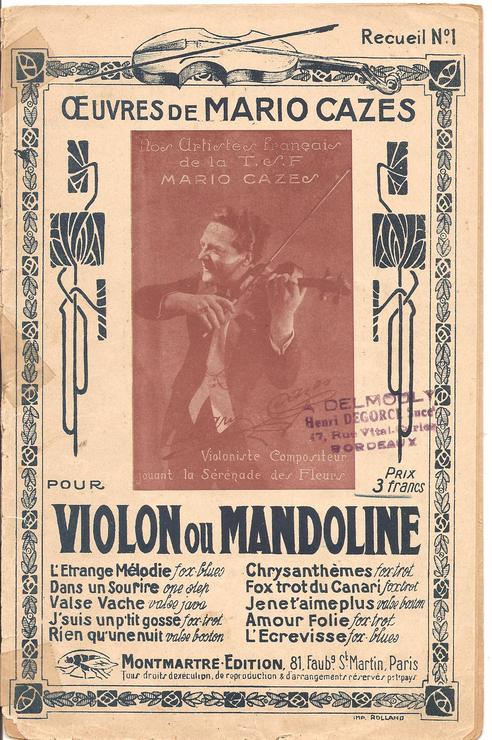
Partition de Mario Cazes, pour violon ou mandoline

- Ton Retour, (Chantal Dorian ; Jean Castillon).
- Maria-Magdalena, (Chantal Dorian ; Jean Castillon).
- Près de toi, (Chantal Dorian ; Jean Castillon).
- Valse à La Viennoise, Interprète (Linette Dolmet; Lola Sernys; Regina de Bergonie; Simone Azibert).
- Toi, Interprète (Vorelli; Emma Liebel).
- Il est une maison, Interprète (Emma Liebel).
- Je m'en Balance, Interprète (Reynem).
- La Valse triste, Interprète (Jean Cyrano; Castillon).
- Rien ne vaut ta bouche, Interprète (Malloire).
- Pour un rien, pour un mot, Interprète (Emma Liebel; Marcel Malloire).
- A Monaco, Interprète (Carmen Vildez; Reine Chantiex; Gina Relly).
- Lorsque nous serons vieux, Interprète (Brancato; Marcel Malloire).
- Neapolitan, Interprète Bernardo de Page.
- Mon seul amour, paroles de Pierre Alberty
- Prière d'amour, paroles de Pierre Decourt, éd. Salabert (EAS14840), 1947

- Prends-moi, Hawaï, Aux reflets de Paris, Si tu voulais, La Vira, Serment d'Amour, M'amour!M'amour!, Aux reflets de Paris, Moana, Ne faites pleurer les femmes, Pour toi, Garde-moi, Obsession, Ton bonheur, Chant des Guitares, Tout près de moi, Tu me verras passer, L'étrange Mélodie, Dans un Sourire, Valse Vache, J'suis un p'tit gosse, Chrysanthèmes, Fox trot du Canari, Je ne t'aime plus, Amour Folie, L'Écrevisse, Ma Wallonie, En Dansant Le Charl'ston, Le Chapelet d'amour, Chemineau, Petite Fumée...

## Opérettes

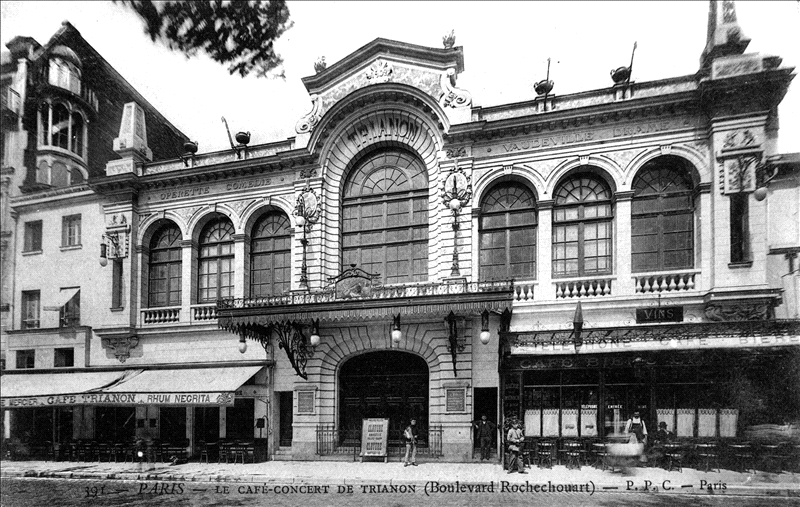
Paris : Le Trianon

Mariska, au Trianon Lyrique, première le 22 décembre 1930.
- Texte: Michel Carré, Georges Sibre, Philippe Goudard.
- Musique : Cazes Mario.
- Enregistrements 78 tours :
  - Adoration : Berthe Sylva (chant), 1931.
  - Aimer, souffrir, mourir : Jovatti (chant), 1931.
  - Aimer, souffrir, mourir : Leone (Chant), 1931.
  - Aimer, souffrir, mourir : Malloire (Chant), 1931.
  - Aimer, souffrir, mourir : Berthe Sylva (Chant), 1931.
  - J'ai pas voulu : Sandrey (Chant), 1931.
  - Le P'tit machin : Grandini (Chant), 1931.
  - Mi madre : Grandini (Chant), 1931.
  - Mi madre : Jovatti (Chant), 1931.
  - Mi madre : Malloire (Chant), Orchestre Pierre Chagnon, 1931.
  - Mi madre : Louis Zucca (Chant), 1931.
  - Mi madre : Orchestre Quattrocchi, 1931.
  - Séduction : Mario Cazes (Orchestre), 1931.
  - Un flirt : Sandrey (Chant), 1931.

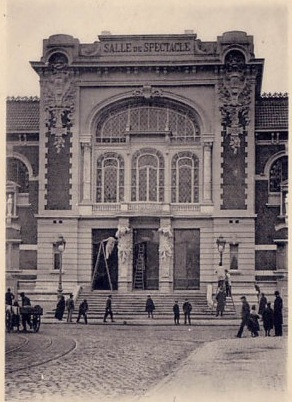
Théâtre Sébastopol

Honolulu, au Théâtre Sébastopol, première le 8 février 1933.
- Texte : Michel Carré, Philippe Goudard.
- Musique : Mario Cazes.
- Enregistrements 78 tours :
  - La Chanson du souvenir : Louis Zucca (Chant), 1933.

## Cinéma
- La lueur dans les ténèbres, de Maurice Charmeroy 1926.

- Béatrice devant le désir, de Jean de Marguenat 1943.

Musique: Mario Cazes, Georges Van Parys et André Sablon. Acteur: Mario Cazes (le violoniste).